# Okeanós

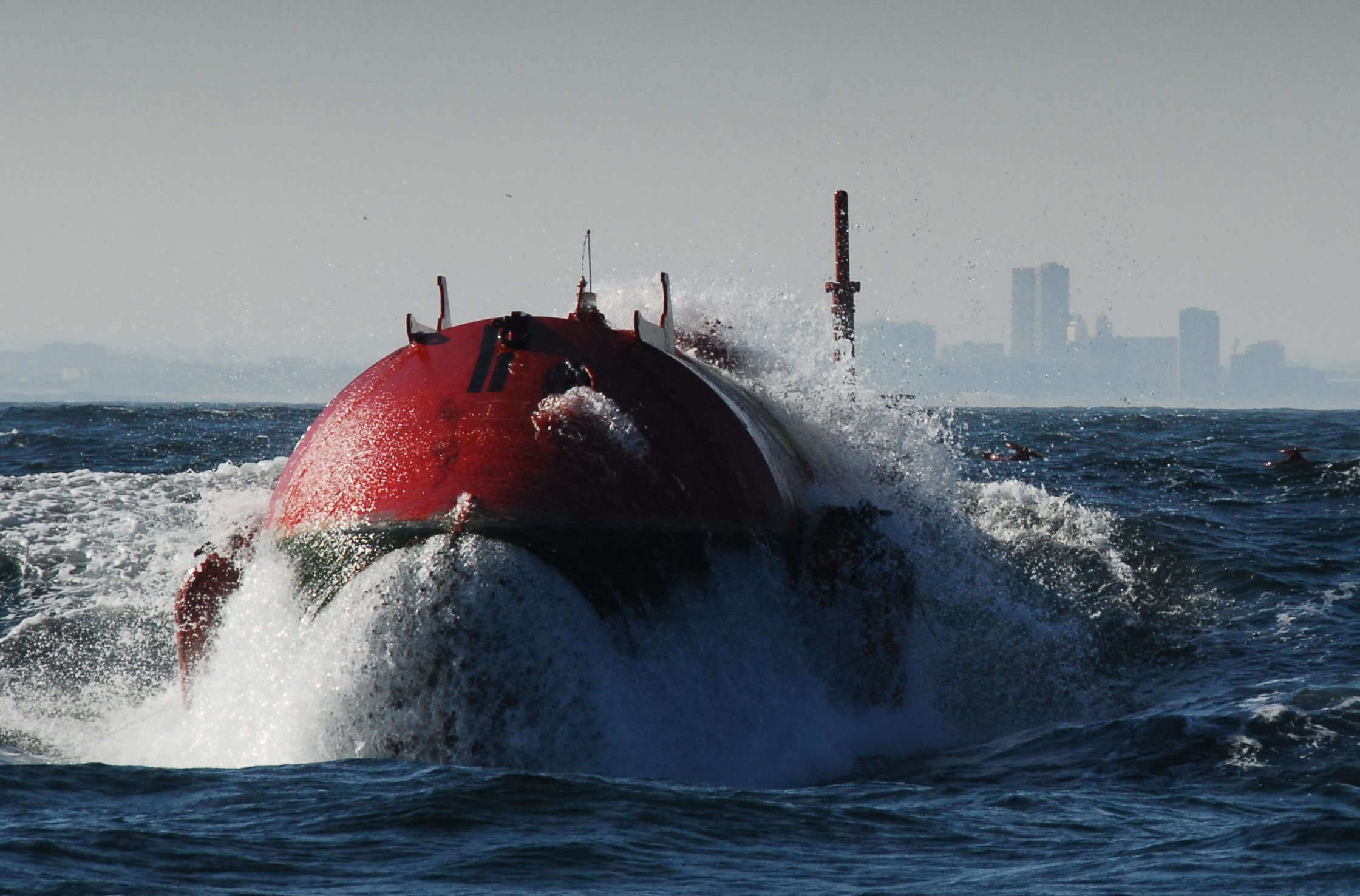
Una máquina Pelamis.

El Okeanós (parque de ondas da Póvoa de Varzim, o también parque de ondas da Aguçadoura) fue el primer parque mundial de aprovechamiento de la energía de las olas construido a 5 kilómetros de la costa, en la freguesia de Aguçadoura cerca de Póvoa de Varzim al norte de Oporto, en Portugal. El parque fue diseñado utilizando tres convertidores de energía de olas Pelamis para convertir el movimiento de las olas de la superficie del océano en electricidad, con un total de 2,25 MW de capacidad instalada total, energía suficiente para 1500 hogares. El parque  fue inaugurado oficialmente el 23 de septiembre de 2008 por el ministro de Economía de Portugal. El parque de olas fue clausurado dos meses después de la apertura oficial en noviembre de 2008.
En 2008, se esperaba que el Okeanós se convirtiera en una central constituida por 28 máquinas capaces de producir 24 MW (Aguçadoura II), suficiente para abastecer a 250.000 habitantes (el 10% de esa energía, capaz de abastecer un tercio de la población del municipio, irá a revertir en favor del mismo). Si bien se esperaba que Okeanós produciría energía limpia y renovable, con contaminación visual reducida y sin costes adicionales; la realidad es que después de operar solo un par de meses la misma fue desmontada y nunca más volvió a operar.
La tecnología era provista por la empresa británica PelamisWave (antes conocida como Ocean Power Delivery) y la inversión fue del grupo portugués Enersys. El sitio escogido Póvoa de Varzim fue seleccionado por la profundidad de las aguas, la energía de las ondas, la proximidad de los puertos marítimos y la facilidad de conexión a la red eléctrica.